# Championnats d'Europe d'haltérophilie 2010
Navigation
Édition précédente Édition suivante
Les Championnats d'Europe d'haltérophilie 2010 ont eu lieu à Minsk, en Biélorussie, du 2 avril 2010 au 11 avril 2010.

## Résultats

### Hommes

#### - de 56 kg
|             | Or                             | Or         | Argent                  | Argent | Bronze                 | Bronze |
| Arraché     | Vitali Dzerbianiou Biélorussie | 118 kg     | Tom Goegebuer Belgique  | 116 kg | Iuri Dudoglo Moldavie  | 115 kg |
| Épaulé-Jeté | Smbat Margaryan Arménie        | 146 kg EJR | Sedat Artuç Turquie     | 139 kg | Tom Goegebuer Belgique | 138 kg |
| Total       | Vitali Dzerbianiou Biélorussie | 256 kg     | Smbat Margaryan Arménie | 255 kg | Tom Goegebuer Belgique | 254 kg |

#### - de 62 kg
|             | Or                    | Or     | Argent                 | Argent | Bronze                          | Bronze |
| Arraché     | Erol Bilgin Turquie   | 139 kg | Bünyamin Sezer Turquie | 136 kg | Henadzi Makhveyenia Biélorussie | 136 kg |
| Épaulé-Jeté | Antoniu Buci Roumanie | 165 kg | Erol Bilgin Turquie    | 165 kg | Oleg Sirghi Moldavie            | 160 kg |
| Total       | Erol Bilgin Turquie   | 304 kg | Antoniu Buci Roumanie  | 300 kg | Henadzi Makhveyenia Biélorussie | 291 kg |

#### - de 69 kg
|             | Or                       | Or     | Argent                | Argent | Bronze                  | Bronze |
| Arraché     | Ninel Miculescu Roumanie | 153 kg | Mete Binay Turquie    | 149 kg | Mikhail Gobeev Russie   | 148 kg |
| Épaulé-Jeté | Ninel Miculescu Roumanie | 180 kg | Mikhail Gobeev Russie | 171 kg | Alexandru Spac Moldavie | 168 kg |
| Total       | Ninel Miculescu Roumanie | 333 kg | Mikhail Gobeev Russie | 319 kg | Mete Binay Turquie      | 314 kg |

#### - de 77 kg
|             | Or                         | Or     | Argent                     | Argent | Bronze                 | Bronze |
| Arraché     | Tigran Martirosyan Arménie | 165 kg | Krzysztof Szramiak Pologne | 160 kg | Samet Keles Turquie    | 158 kg |
| Épaulé-Jeté | Tigran Martirosyan Arménie | 195 kg | Krzysztof Szramiak Pologne | 191 kg | Erkand Qerimaj Albanie | 190 kg |
| Total       | Tigran Martirosyan Arménie | 360 kg | Krzysztof Szramiak Pologne | 351 kg | Erkand Qerimaj Albanie | 344 kg |

#### - de 85 kg
|             | Or                          | Or     | Argent                  | Argent | Bronze                      | Bronze |
| Arraché     | Mikalai Novikau Biélorussie | 171 kg | İzzet İnce Turquie      | 170 kg | Ara Khachatryan Arménie     | 165 kg |
| Épaulé-Jeté | Gevorik Poghosyan Arménie   | 204 kg | Ara Khachatryan Arménie | 203 kg | Iurii Chykyda Ukraine       | 197 kg |
| Total       | Gevorik Poghosyan Arménie   | 369 kg | Ara Khachatryan Arménie | 368 kg | Mikalai Novikau Biélorussie | 367 kg |

#### - de 94 kg
|             | Or                     | Or     | Argent                  | Argent | Bronze                      | Bronze |
| Arraché     | Artem Ivanov Ukraine   | 180 kg | Arsen Kasabiev Pologne  | 176 kg | Evgheni Bratan Moldavie     | 170 kg |
| Épaulé-Jeté | Arsen Kasabiev Pologne | 216 kg | Anatoli Cîrîcu Moldavie | 208 kg | Arkadiusz Michalski Pologne | 205 kg |
| Total       | Arsen Kasabiev Pologne | 392 kg | Artem Ivanov Ukraine    | 383 kg | Anatoli Cîrîcu Moldavie     | 376 kg |

#### - de 105 kg
|             | Or                        | Or     | Argent                    | Argent | Bronze                    | Bronze |
| Arraché     | Vladimir Smorchkov Russie | 193 kg | Dmitry Klokov Russie      | 185 kg | Mykola Hordiychuk Ukraine | 180 kg |
| Épaulé-Jeté | Dmitry Klokov Russie      | 224 kg | Oleksiy Torokhtiy Ukraine | 221 kg | Artur Babayan Arménie     | 216 kg |
| Total       | Dmitry Klokov Russie      | 409 kg | Vladimir Smorchkov Russie | 408 kg | Oleksiy Torokhtiy Ukraine | 396 kg |

#### + de 105 kg
|             | Or                       | Or     | Argent                     | Argent | Bronze                     | Bronze |
| Arraché     | Evgeny Chigishev Russie  | 205 kg | Ruben Aleksanyan Arménie   | 195 kg | Almir Velagic Allemagne    | 190 kg |
| Épaulé-Jeté | Ruben Aleksanyan Arménie | 237 kg | Matthias Steiner Allemagne | 236 kg | Evgeny Chigishev Russie    | 235 kg |
| Total       | Evgeny Chigishev Russie  | 440 kg | Ruben Aleksanyan Arménie   | 432 kg | Matthias Steiner Allemagne | 426 kg |

### Femmes

#### - de 48 kg
|             | Or                    | Or        | Argent                    | Argent | Bronze                | Bronze |
| Arraché     | Nurcan Taylan Turquie | 90 kg     | Marzena Karpińska Pologne | 83 kg  | Genny Pagliaro Italie | 79 kg  |
| Épaulé-Jeté | Nurcan Taylan Turquie | 118 kg ER | Marzena Karpińska Pologne | 96 kg  | Şaziye Okur Turquie   | 95 kg  |
| Total       | Nurcan Taylan Turquie | 208 kg    | Marzena Karpińska Pologne | 179 kg | Şaziye Okur Turquie   | 173 kg |

#### - de 53 kg
|             | Or                     | Or        | Argent                           | Argent | Bronze                           | Bronze |
| Arraché     | Aylin Daşdelen Turquie | 88 kg     | Valiantsi Liakhavets Biélorussie | 87 kg  | Boyanka Kostova Bulgarie         | 87 kg  |
| Épaulé-Jeté | Aylin Daşdelen Turquie | 120 kg ER | Boyanka Kostova Bulgarie         | 112 kg | Valiantsi Liakhavets Biélorussie | 111 kg |
| Total       | Aylin Daşdelen Turquie | 208 kg    | Boyanka Kostova Bulgarie         | 199 kg | Valiantsi Liakhavets Biélorussie | 198 kg |

#### - de 58 kg
|             | Or                             | Or     | Argent               | Argent | Bronze                  | Bronze |
| Arraché     | Nastassia Novikava Biélorussie | 105 kg | Romela Begaj Albanie | 96 kg  | Marieta Gotfryd Pologne | 96 kg  |
| Épaulé-Jeté | Nastassia Novikava Biélorussie | 133 kg | Romela Begaj Albanie | 111 kg | Marieta Gotfryd Pologne | 110 kg |
| Total       | Nastassia Novikava Biélorussie | 238 kg | Romela Begaj Albanie | 207 kg | Marieta Gotfryd Pologne | 206 kg |

#### - de 63 kg
|             | Or                          | Or     | Argent                      | Argent | Bronze                 | Bronze |
| Arraché     | Svetlana Tsarukayeva Russie | 114 kg | Sibel Şimşek Turquie        | 110 kg | Marina Shainova Russie | 100 kg |
| Épaulé-Jeté | Sibel Şimşek Turquie        | 134 kg | Svetlana Tsarukayeva Russie | 130 kg | Roxana Cocos Roumanie  | 130 kg |
| Total       | Sibel Şimşek Turquie        | 244 kg | Svetlana Tsarukayeva Russie | 244 kg | Roxana Cocos Roumanie  | 229 kg |

#### - de 69 kg
|             | Or                    | Or     | Argent                  | Argent | Bronze                  | Bronze |
| Arraché     | Oxana Slivenko Russie | 117 kg | Meline Daluzyan Arménie | 115 kg | Yuliya Artemova Ukraine | 111 kg |
| Épaulé-Jeté | Oxana Slivenko Russie | 145 kg | Meline Daluzyan Arménie | 145 kg | Yuliya Artemova Ukraine | 131 kg |
| Total       | Oxana Slivenko Russie | 262 kg | Meline Daluzyan Arménie | 260 kg | Yuliya Artemova Ukraine | 242 kg |

#### - de 75 kg
|             | Or                         | Or     | Argent                      | Argent | Bronze                                              | Bronze        |
| Arraché     | Natalia Zabolotnaya Russie | 129 kg | Nadezhda Evstyukhina Russie | 127 kg | Hripsime Khurshudyan Arménie Lydia Valentín Espagne | 122 kg 115 kg |
| Épaulé-Jeté | Natalia Zabolotnaya Russie | 156 kg | Nadezhda Evstyukhina Russie | 155 kg | Hripsime Khurshudyan Arménie Lydia Valentín Espagne | 151 kg 141 kg |
| Total       | Natalia Zabolotnaya Russie | 285 kg | Nadezhda Evstyukhina Russie | 282 kg | Hripsime Khurshudyan Arménie Lydia Valentín Espagne | 273 kg 255 kg |

#### + de 75 kg
|             | Or                       | Or     | Argent               | Argent | Bronze                         | Bronze |
| Arraché     | Tatiana Kashirina Russie | 135 kg | Olha Korobka Ukraine | 123 kg | Ümmühan Uçar Turquie           | 117 kg |
| Épaulé-Jeté | Tatiana Kashirina Russie | 162 kg | Olha Korobka Ukraine | 150 kg | Volha Kniazhyshcha Biélorussie | 141 kg |
| Total       | Tatiana Kashirina Russie | 297 kg | Olha Korobka Ukraine | 273 kg | Volha Kniazhyshcha Biélorussie | 257 kg |

## Tableau des médailles
| Rang | Nation      | Or | Argent | Bronze | Total |
| ---- | ----------- | -- | ------ | ------ | ----- |
| 1    | Russie      | 5  | 4      | 0      | 9     |
| 2    | Turquie     | 4  | 0      | 2      | 6     |
| 3    | Arménie     | 2  | 4      | 0      | 6     |
| 4    | Biélorussie | 2  | 0      | 4      | 8     |
| 5    | Pologne     | 1  | 2      | 1      | 4     |
| 6    | Roumanie    | 1  | 1      | 1      | 3     |
| 7    | Ukraine     | 0  | 2      | 2      | 4     |
| 9    | Albanie     | 0  | 1      | 1      | 2     |
| 9    | Bulgarie    | 0  | 1      | 0      | 1     |
| 11   | Allemagne   | 0  | 0      | 1      | 1     |
| 11   | Belgique    | 0  | 0      | 1      | 1     |
| 11   | Espagne     | 0  | 0      | 1      | 1     |
| 11   | Moldavie    | 0  | 0      | 1      | '1    |